# 泰山体育产业集团
泰山体育产业集团有限公司是中华人民共和国山东省乐陵市的一家体育用品生产公司。创始人卞志良。集团创立于1978年，主要生产体育器材和比赛用具。公司为奥运会等国际大型赛事提供体育器材，并参与地方的体育文化基础建设。旗下瑞豹品牌是中国国家公路车队、国家场地车队器材赞助商和供应商。